# Pedro Pinciroli Júnior
Pedro Pinciroli Júnior (São Paulo, 1943) é um empresário e ex-atleta profissional de polo aquático.

## Carreira esportiva
Como atleta, participou de duas edições dos Jogos Olímpicos como jogador de polo aquático: Tóquio 1964 e México 1968. 

Participou dos Jogos Pan-Americanos de 1967, em Winnipeg, Canadá quando conquistou a medalha de prata e foi o goleador do torneio.

## Carreira executiva
É formado em Engenheira Elétrica pela Escola Politécnica da USP e em Engenharia Mecânica pelo Instituto Mauá de Tecnologia, com MBA pela University of California, em Berkeley - USA.

Trabalhou como executivo na área da comunicação impressa na Folha de São Paulo, onde foi diretor superintendente e membro do Conselho Superior da Editorial da Folha da Manhã.

Participou da editoria de desenvolvimento da Folha juntamente com Octávio Frias de Oliveira.

Foi idealizador, fundador, implementador e presidente do conselho administrativo do Universo Online (UOL) de 1996 a 1999.
No biênio 1991/1992 presidiu a Associação Nacional de Jornais (ANJ), que tem como bandeira a defesa da liberdade de expressão do pensamento e da propaganda, e do funcionamento sem restrições da imprensa, observados os princípios de responsabilidade.

Foi um dos idealizadores do Código de ética da ANJ e após o biênio como presidente, se manteve como vice-presidente até 1999, atuando junto aos Comitês de Liberdade de Expressão, Tecnologia e Operações, Mercado Leitor e Relações Internacionais.

Foi responsável pelo lançamento do programa "Jornal da Educação", representando o periódico em vários congressos nacionais e internacionais voltado ao tema, como palestrante e conselheiro.
1. 1 2  «Pedro PINCIROLI JUNIOR - Olympic Water Polo | Brazil». International Olympic Committee (em inglês). 11 de junho de 2016
2. ↑  «Folha de S.Paulo - Grupo Folha anuncia mudança na composição da diretoria - 13/11/98». www1.folha.uol.com.br. Consultado em 22 de novembro de 2018
3. ↑  ANJ. «Presidentes»
4. ↑  «A ANJ faz relatório sobre a liberdade de imprensa no país»